# Francisco de Virgilio

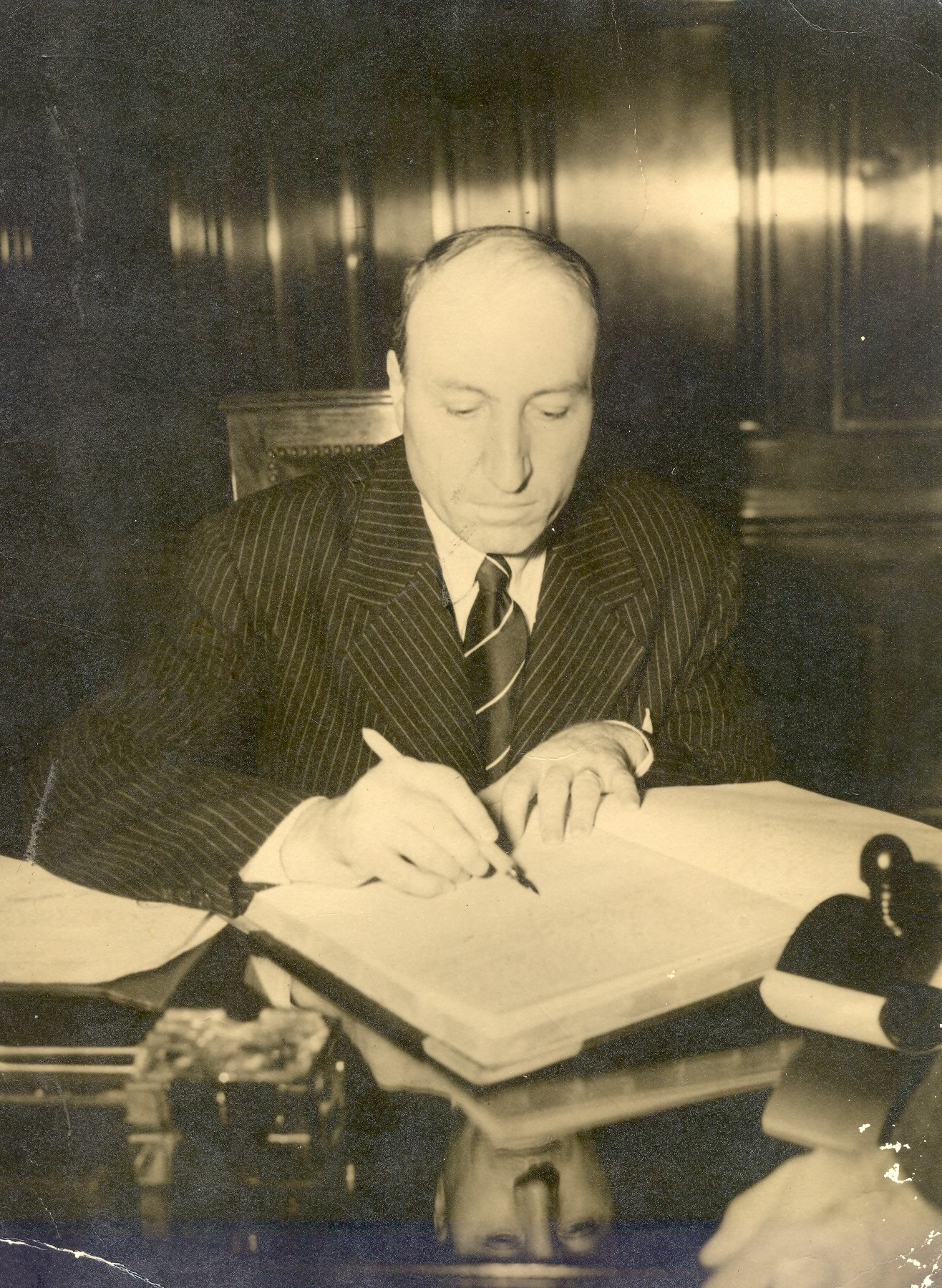
Francisco de Virgilio, juez federal de Córdoba

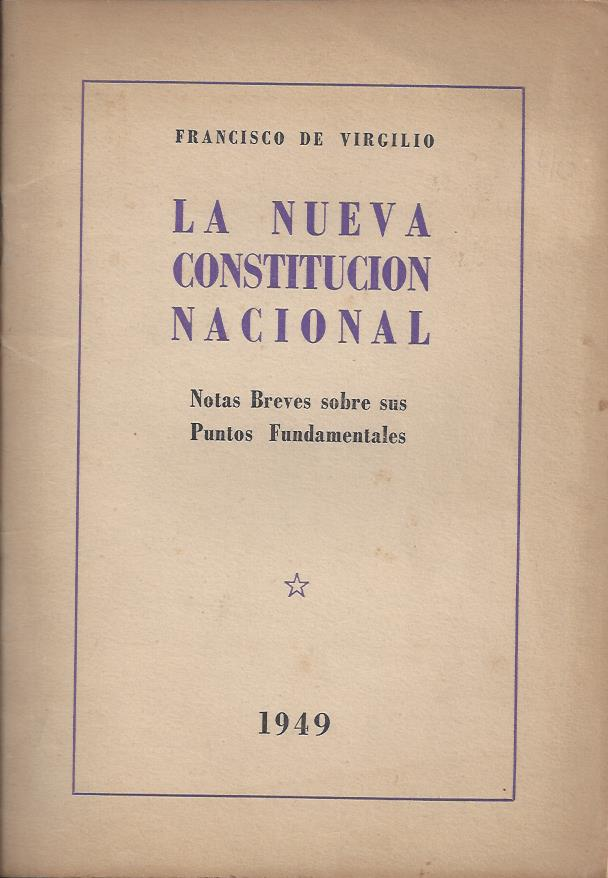
Notas breves sobre sus puntos fundamentales

Francisco de Virgilio (n. 5 de septiembre de 1900, Morteros, Córdoba ; m. 4 de septiembre de 1986, Córdoba) fue un jurista, constitucionalista y docente argentino. Participó como convencional de la reforma constitucional argentina de 1949.
Fue profesor de Derecho Penal en la Universidad Nacional de Córdoba y juez federal en la misma, depuesto por la dictadura impuesta por el golpe de Estado del 16 de septiembre de 1955. Escribió varios libros, entre ellos La nueva constitución nacional, Manual para presidentes de República y Eva Perón, heroína y mártir de la Patria.

## Obras
- La nueva constitución nacional, 1949.
- Manual para presidentes de República, Córdoba - 1973
- Eva Perón, Heroína y mártir de la Patria. Buenos Aires, 1974

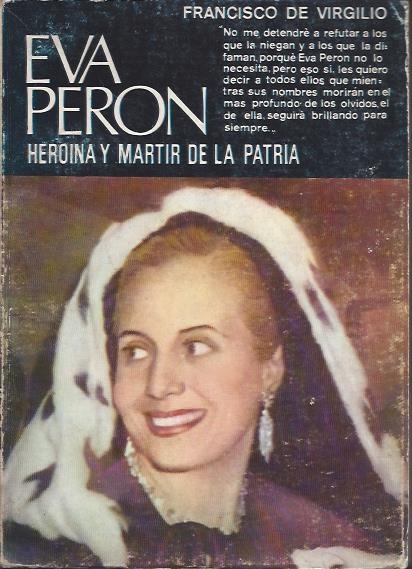
Eva Perón: heroína y mártir de la patria, libro escrito por Francisco de Virgilio.